# Un accident est vite arrivé
Pour plus de détails, voir Fiche technique et Distribution.
Un accident est vite arrivé (How to Have an Accident at Work) est un court métrage d'animation de la série des Donald Duck produit par les studios Disney et sorti le 2 septembre 1959.

## Synopsis
J.J. Fate nous explique à nouveau pourquoi les accidents qui peuvent nous arriver ne sont pas de sa faute, mais plutôt le résultat d'un manque de précautions. Et il se sert de Donald pour illustrer ses propos.

## Fiche technique
- Titre original : How to Have an Accident at Work
- Série : Donald Duck
- Réalisateur : Charles A. Nichols
- Scénario : Bill Berg et Jack Kinney
- Animateurs : Jerry Hathcock, Fred Kopietz, George Nicholas et Harvey Toombs
- Layout : Ernie Nordli
- Décors : Al Dempster
- Effets visuels : Jack Buckley
- Musique: Oliver Wallace
- Voix : Clarence Nash (Donald) et Bill Thompson (J.J. Fate)
- Producteur : Walt Disney
- Société de production : Walt Disney Productions
- Distributeur : Buena Vista Film Distribution Company
- Format d'image : Couleurs (Technicolor) - 1:37.1
- Son : Mono (RCA Photophone)
- Durée : 6 min 52
- Langue : (en)
- Pays de production :  États-Unis
- Date de sortie : 
  - États-Unis : 2 septembre 1959

## Commentaires
Ce film est une suite de How to Have an Accident in the Home (1956).

## Titre en différentes langues
D'après IMDb :
- Argentine : Cómo tener un accidente en el trabajo